# Чиба (град)
Чиба (јап. 千葉市) град је у Јапану у префектури Чиба. Према попису становништва из 2005. у граду је живело 924.353 становника.

## Становништво
Према подацима са пописа, у граду је 2005. године живело 924.353 становника.
| 1995.   | 2000.   | 2005.   |
| ------- | ------- | ------- |
| 856.878 | 887.164 | 924.353 |

## Спорт
Чиба има фудбалски клуб Џеф јунајтед Чиба.

## Партнерски градови
- Диселдорф
- Монтре
- Асунсион
- Хјустон
- Норт Ванкувер
- Тјенцин
- Кезон Сити
- Суџоу
- Минеаполис